# Ани Джъмп Кенън
Ани Джъмп Кенън (11 декември 1863 г. – на 13 април 1941 г.) e американска астрономка с основополагаща роля за съвременната звездна класификация, по-специално с определянето на спектралните класове, което е класификация на звездите в спектрални класове спед температурата. В цялата си професионална кариера, Кенън е почти напълно глуха. В обществено отношение, Кенън е била суфражетка и членка на Националната партия на жените.

## Личен живот
Ани Джъмп Кенън е родена на 11 декември 1863 г. Доувър, щата Делауеър. Тя е най-голямата от трите дъщери на Уилсън Кенън, местен корабостроител и сенатор, и втората му съпруга Мери Джъмп. Майката на Кенън ѝ дава първи досег с астрономията, като я научава да разпознава съзвездията и я насърчава да развива интересите си в областта на математиката, химията и биологията, и да следва в колежа Уелсли. Кенън и майка ѝ правят наблюдения на нощното небе от тавана на дома им, като използват стар учебник по астрономия, за да идентифицират звездите. Майката на Кенън ѝ дава уроци по управление на домакинството, които ще се окажат полезни на Кенън за организация на нейната научна работа.
Кенън следва съвета на майка си и развива интереса си към астрономията. В детството си или в началото на юношеството тя губи слуха си. Има разногласие в литературата за датировката и причината за това събитие, но някои автори го приписват на прекарана скарлатина. През целия си живот не се омъжва и няма деца.

## Образование
В Уилмингтон Конфърънс Академи (днес Уесли колидж), Кенън следва математика, като отлична и обещаваща студентка. През 1880 г. отива Уелсли Колидж в Масачузетс, една от най-добрите академични школи за жени в САЩ, където учи физика и астрономия.
Кенън следва курсовете на Сара Франсис Уайтинг, една от малкото жени-физички в САЩ по това време, и завършва като първенка на випуска. Дипломира се с бакалавърска степен по физика през 1884 г. и се завръща в Делауеър за 10 години.
За времето в Делауеър, Кенън усъвършенства своите фотографски способности. През 1892 г. тя пътува из Европа, като снима с камера на Блеър. След завръщането ѝ от това пътешествие, нейните снимки и разкази от Испания са публикувани под заглавие „По следите на Колумб“ от компанията Блеър под формата на брошура от Световното Колумбово изложение през 1893 година.
Скоро след това, тя е поразена от скарлатина, което вероятно я прави глуха. Това затруднява социалния ѝ живот и като резултат тя потъва в работата През 1894 г. умира майка ѝ, което я изправя пред финансови трудности. Тя пише на бившия си преподавател в Уелсли, Сара Франсис Уайтинг, за да търси свободно място за работа. Уайтинг я наема на пост младши учител в колежа. Така тя получава и възможност да следва и висши курсове физика и астрономия. Уайтинг вдъхновява Кенън да навлезе в спектроскопията.
С цел да получи достъп до по-добър телескоп, тя се записва в Радклиф колидж като „студентка със специален статут“, което ѝ позволява да продължи заниманията си с астрономия. Радклиф, който се намира близо до Харвардския университет, е мястото на което харвардските професори повтарят своите лекции за женска аудитория. Там тя получава достъп до Обсерваторията на Харвардския колеж. През 1896 г. Едуард Пикеринг я наема за своя асистентка в обсерваторията. През 1907 г., Кенън завършва магистратура в Уелсли.
През 1896 г., Кенън става една от „Харвардските изчислителки“, група от жени, наети от директора на Харвардската обсерватория Едуард Пикеринг, с цел да завършат каталога на Дрейпър за позициите и яркостите звездите от звездна величина под 9. В бележките си, тя посочва яркостта с „int“, съкращение от „Интензитет“. Пикеринг отбелязва, че тя се справя изключително бързо с оценката на спектралния клас на звездите: „Госпожица Кенън е единственият човек на света − от всички мъже и жени − който може да прави това с такава бързина.“
Анна Дрейпър, вдовица на заможния лекар и астроном-любител Хенри Дрейпър, създава фонд, с който се финансира проектът за каталог. Мъжете в лабораторията оперират телескопите и получават изображенията, докато жените обработват данните, правят астрономически изчисления и каталогизират снимките през деня. Пикеринг превръща Каталога в дългосрочен проект, чиято цел е получаване на оптични спектри на възможно най-много звезди, и за сортиране и класифициране на звездите според спектрите им.
Скоро след започване на работата по каталога на Дрейпър се появяват и разногласия за това каква трябва да е класификацията на звездите. Първите разработки са на Нети Фарар, но тя напуска няколко месеца по-късно, за да се омъжи. Появява се спор между племенницата на Дрейпър, Антония Мори, която настоява за комплексна класификация, и Уилямина Флеминг (ръководителка на проекта на Пикеринг), която настоява за прост и директен подход. С усилията на Кенън е постигнат компромис: звездите биват класифицирани в спектрални класове О, В, А, F, G, K, M, според интензитета на Балмеровите линии.
През 1901 г. Кенън публикува първия си каталог на звездни спектри. През 1911 г. е назначена за куратор на колекцията астрономически снимки на Харвард. През 1914 г. става почетен член на Кралското астрономическо дружество. През 1921 година тя става доктор хонорис кауза в Университета на Грьонинген, което я прави една от първите жени, носителки на тази титла в европейски университет.
Кенън и други жени на работа в обсерваторията са критикувани, че не са на „мястото си“ като не са домакини. Жените по това време рядко са се издигали на позиции, по-високи от асистент. Кенън се утвърждава като авторитет в каталогизирането, поради подредеността си и търпението ѝ в дългата и уморителна работа. Пише популярна книга по астрономия и представя работещите жени на Световното изложение в Чикаго през 1933 г.
Кенън каталогизира около 350 000 звезди, повече от всеки друг човек. Тя открива 300 променливи звезди, пет нови, и една спектроскопично двойна звезда. Компилира библиография от 200 000 референции.
На 9 май 1922 г. Международният астрономически съюз официално приема система от спектрални класове на Кенън, с незначителни промени, и тя се използва за звездна класификация и до днес. През 1922 г., Кенън прекарва шест месеца в Арекипа, Перу, където получава множество изображения на звезди от южното небесно полукълбо.
През 1925 г. става първата жена доктор хонорис кауза на Оксфордския университет. През 1935 година тя създава наградата Ани Джъмп Кенън за „жените с най-изтъкнати приноси в астрономията“.
Става щатен астроном в Харвардския университет през 1938 година.
Сесилия Пейн сътрудничи с Кенън и използва данните ѝ, за да докаже, че звездите се състоят предимно от водород и хелий.

## Последни години и смърт
Научната кариера на Кенън в астрономията продължава повече от 40 години до пенсионирането ѝ през 1940 година. Но и след това тя продължава активно научната си работа в обсерваторията до няколко седмици преди смъртта си. Примерът ѝ помага да се увеличи признанието и уважението към труда на жените в научната общност и така се проправя пътя към научна кариера на бъдещи жени-астрономи.
Кенън умира на 13 април 1941 г. в Кеймбридж, щата Масачузетс, на 77-годишна възраст в болница, след едномесечно боледуване. Американското астрономическо общество връчва всяка година Награда „Ани Джъмп Кенън“ за изключителни приноси на жени в астрономията.

## Награди и отличия
- 1921 г., доктор хонорис кауза на Университета на Грьонинген, Холандия[29]
- 1925 г., първата жена-доктор хонорис кауза на университета в Оксфорд
- 1929 г., избрана за една от „най-великите американски жени“ от Лигата на жените-гласоподаватели.[30]
- 1931 г., е първата жена, която получава медала Хенри Дрейпър[31]
- 1932 г., печели наградата Елън Ричардс награда от Асоциацията на насърчаване на научните изследвания на жени[32]
- 1935 г., доктор хоносир кауза на Университета Огълторп
- Първата жена, избрана в ръководството на Американското астрономическо общество
- Лунният кратер Кенън е наречен в нейна чест.[33]
- Астероидът 1120 Cannonia е наречен в нейна чест.
- Известна е като „преброител на небето“ заради класификацираните от нея 300 000 небесните тела, повече от всеки друг човек.
- Награда „Ани Джъмп Кенън“ в областта на астрономията.